# Bulat Okudžava
Bulat Okudžava (Moskva, SSSR, 9. svibnja 1924. – Pariz, Francuska, 12. lipnja 1997.) - sovjetski pjesnik i kantautor.
Jedan od glavnih predstavnika ruske autorske pjesme (авторская песня, avtorskaya pesnya), armensko-gruzijskih korijena. Autor više od 200 pjesama. Njegove pjesme su spoj ruskog tradicionalnog folklora i francuske šansone. Nakon njegove smrti podignut mu je spomenik u ulici gdje je živio, a njegova kuća postala je muzej.